# Skalnica gronkowa
Skalnica gronkowa (Saxifraga paniculata) – gatunek rośliny należący do rodziny skalnicowatych. Występuje w Azji i Europie. W Polsce podlega ochronie. Popularna roślina ozdobna, dostępna w szeregu odmian uprawnych.

## Rozmieszczenie geograficzne
Występuje w Azji (Iran, Turcja, Kaukaz) i we wschodniej, środkowej i południowej Europie. W Polsce występuje w Tatrach, w Pieninach, na Babiej Górze i na Podhalu, gdzie schodzi z gór wzdłuż dolin rzek. W Tatrach jest pospolita, w Bieszczadach rzadko spotykana. Poza tym obszarem występuje rzadko, na pojedynczych stanowiskach na Wyżynie Krakowsko-Częstochowskiej. 

## Morfologia
PokrójTypowa roślina poduszkowa, tworząca silnie zbite, niziutkie darnie.
ŁodygaWzniesione, słabo ulistnione i nierozgałęzione łodyżki kwiatostanowe osiągają wysokość do 40 cm.
LiścieGrube, sinawozielonej barwy, długości 1–5 cm, owalne i wydłużone, o drobno piłkowanych brzegach i orzęsionej nasadzie. Szczyt liści tępy, lub zaostrzony. Liście przy ziemi tworzą zbitą różyczkę liściową składającą się z liści i krótkich, płonnych łodyżek. Na górnej stronie liści występują charakterystyczne, małe dołeczki, tzw. wypotniki, przez które roślina wydala nadmiar przyswojonego z podłoża węglanu wapnia. Wytrącający się z wody węglan wapnia osadza się w postaci drobnych płytek. Największe skupienie tych płytek znajduje się wokół brzegów liści, nadając im białą barwę. Liście na łodydze kwiatostanowej są mniejsze od liści przyziemnej różyczki i bardziej wydłużone. Ustawione są naprzemianlegle, rzadko.
KwiatyKwiaty zebrane w wiechę lub podbaldach na szczycie łodyżki kwiatostanowej. Wyrastają na długich szypułkach. Ich nagi kielich składa się z 5 jajowatych działek zielonej barwy, korona z 5 białych płatków 2-3 krotnie większych od działek kielicha, nakrapianych drobniutko czerwonymi plamkami. Wewnątrz okwiatu 10 pręcików i jeden słupek z dwoma szyjkami.
OwocMieszki zawierające bardzo lekkie nasiona, wysypujące się przy drobnych nawet drganiach lub podczas wiatru.

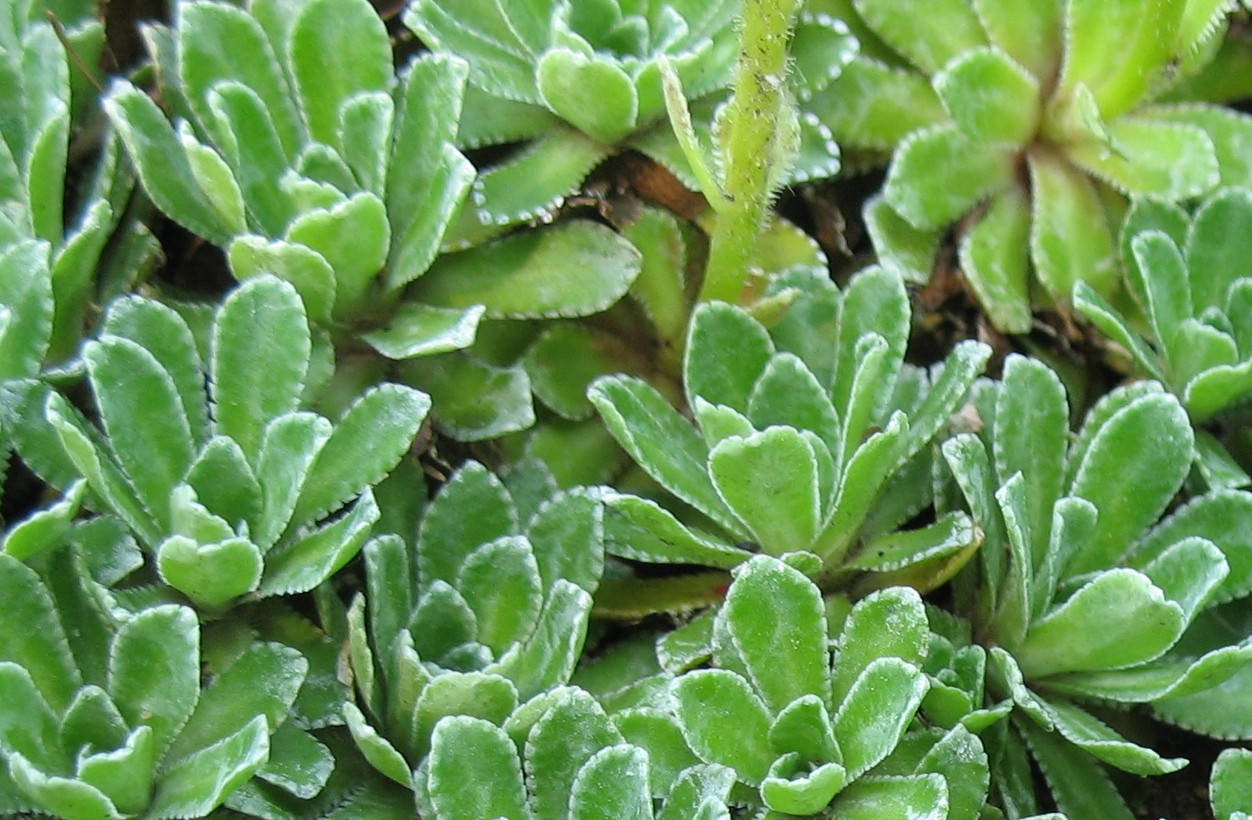
Różyczki liściowe skalnicy gronkowej
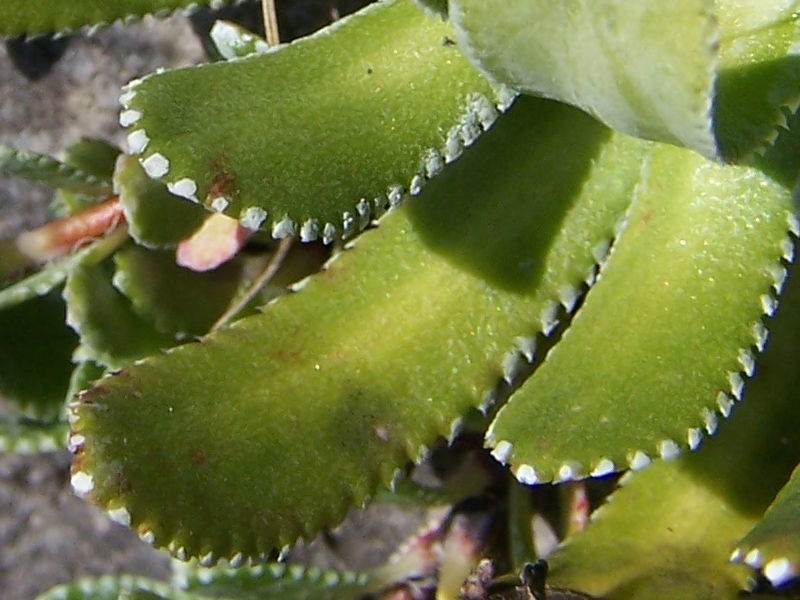
Liście
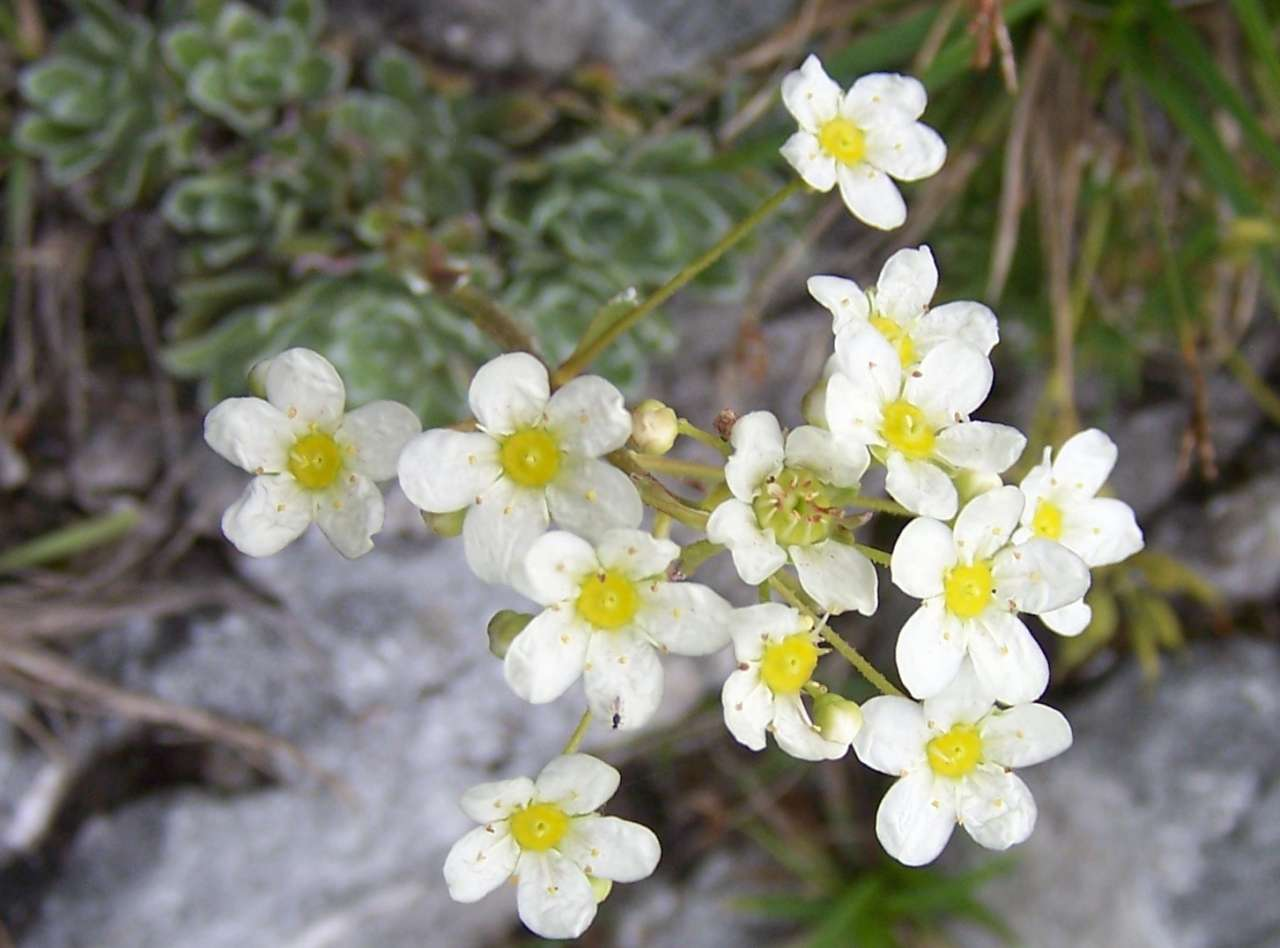
Kwiaty

## Biologia i ekologia
Bylina, chamefit. Kwitnie od czerwca do lipca. Zapylana jest przez muchy. Rozmnaża się nie tylko przez nasiona, ale również wegetatywnie – na krótkich rozłogach wytwarzane są różyczki liściowe, które mogą być roznoszone przez zwierzęta, wodę i wiatr. 
Preferuje siedliska o podłożu wapiennym, ale rośnie też na granicie. Jest gatunkiem arktyczno-alpejskim. Występuje głównie na skałkach, piargach, niskich murawach, w kosówce. Jest wytrzymała na suszę – w grubych liściach magazynuje wodę. W Tatrach występuje od regla dolnego aż po piętro turniowe. W klasyfikacji zbiorowisk roślinnych gatunek charakterystyczny dla Ass. Saxifrago-Festucetum versicoloris i związku zespołów (All.) Potentillion caulescentis.
Liczba chromosomów 2n= 28.

## Zagrożenia i ochrona
Od 2014 roku roślina jest objęta w Polsce częściową ochroną gatunkową. W latach 2001–2014 gatunek był objęty ochroną ścisłą. Zagrożeniem jest naturalna sukcesja ekologiczna, w wyniku której skalnica gronkowa zostaje zagłuszona przez inne rośliny oraz wykopywanie jej okazów do sadzenia w ogródkach przydomowych. W Polsce dużo stanowisk jest chronionych na terenach górskich parków narodowych.

## Zastosowanie
Jest uprawiana jako roślina ozdobna. Szczególnie nadaje się do alpinarium, gdzie może być uprawiana nie tylko w gruncie, ale również w szczelinach skał, na murkach. Wymaga przepuszczalnej gleby o odczynie zasadowym (z dodatkiem wapieni) oraz słonecznego stanowiska. W uprawie oprócz formy typowej występują kultywary różniące się wielkością i barwą kwiatów, np. `Rosea` ma jaskrawe, bladoróżowe kwiaty, `Minima` to forma karłowa o bardzo małym wzroście. Rozmnaża się ją z nasion lub przez podział darni (jesienią).